# 2015 في نيوزيلندا
فيما يلي قوائم الأحداث التي وقعت خلال عام 2015 في نيوزيلندا.

## سياسة

### تعيين في المنصب
- 28 مارس – ونستون بيترز عضو مجلس النواب النيوزيلندي ‏.

### انتهاء فترة المنصب
- 1 يناير – مايك مور سفير نيوزيلندا لدى الولايات المتحدة ‏.
- 28 مارس – ونستون بيترز عضو مجلس النواب النيوزيلندي ‏.

## رياضة
- 1 يناير – كأس العالم تحت 20 سنة لكرة القدم 2015
- 1 يناير – كأس العالم للكريكيت 2015 الفائز منتخب أستراليا للكريكت.
- 1 يناير – كأس نيوزيلندا 2015 الفائز Eastern Suburbs AFC [الإنجليزية]‏.

## وفيات

### يناير
- 29 يناير – لين وايت (مواليد 1919) لاعب كركيت نيوزيلندي.

### فبراير
- 18 فبراير – دوغ أرمسترونغ (مواليد 1931) لاعب كركيت نيوزيلندي.

### مارس
- 3 مارس – كيري أشبي (مواليد 1928)
- 14 مارس – غراهام أفيري (مواليد 1929) درّاج طريق نيوزيلندي.
- 24 مارس – بريان بارتلي (مواليد 1928) مهندس نيوزيلندي.

### أبريل
- 3 أبريل – ميك براون (مواليد 1937) قاضي نيوزلندي.
- 10 أبريل – ديزموند ديغبي (مواليد 1933) رسام نيوزيلندي.
- 16 أبريل – رون بيلي (مواليد 1926) سياسي نيوزيلندي.

### مايو
- 2 مايو – ريكس بيرسي (مواليد 1934) لاعب دوري رغبي نيوزيلندي.
- 8 مايو – فيل سكوغلاند (مواليد 1937)

### يونيو
- 9 يونيو – بيتر وليامز (مواليد 1934) محامي نيوزيلندي.
- 22 يونيو – نورمان بيريمان (مواليد 1973) لاعب رغبي نيوزيلندي.
- 27 يونيو – اريك دان (مواليد 1929)

### يوليو
- 2 يوليو – رونالد دافيسون (مواليد 1920) محامي نيوزلندي.
- 13 يوليو – كامبل سميث (مواليد 1925)
- 18 يوليو – لو غاردينر (مواليد 1952) ضابط نيوزيلندي.
- 29 يوليو – جون تود (مواليد 1927)

### أغسطس
- 4 أغسطس – ليه مونرو (مواليد 1919) فلاح نيوزيلندي.
- 16 أغسطس – جون كرايغ (مواليد 1942) مهندس معماري نيوزيلندي.
- 21 أغسطس – كولن باير (مواليد 1938) محامي نيوزلندي.
- 28 أغسطس – جان أندرسون (مواليد 1932)

### سبتمبر
- 6 سبتمبر – ألين روبرتس (مواليد 1922) لاعب كركيت نيوزيلندي.
- 16 سبتمبر – دبليو. إتش أوليفر (مواليد 1925) مؤرخ نيوزيلندي.
- 20 سبتمبر – دوروثي باتلر (مواليد 1925)

### أكتوبر
- 3 أكتوبر – ويليام تايلور (مواليد 1938) كاتب نيوزيلندي.
- 5 أكتوبر – ميخائيل دين (مواليد 1933) مقدم تلفزيوني نيوزيلندي.
- 20 أكتوبر – جون سكوت (مواليد 1931) باحث نيوزيلندي.
- 31 أكتوبر – كولن نيكلسون (مواليد 1936)

### نوفمبر
- 17 نوفمبر – دونالد برايان (مواليد 1925) لاعب كريكت نيوزلندي.
- 18 نوفمبر – جونا لومو (مواليد 1975) لاعب اتحاد رغبي نيوزيلندي.

### ديسمبر
- 3 ديسمبر – ميخائيل ويلسون (مواليد 1940) لاعب كريكت نيوزلندي.